# ボーナスゲーム
ボーナスゲームとは、パチスロ機のゲーム状態の一種。パチスロ機のゲームは、通常ゲームとボーナスゲームに分けられる。

## 5号機・6号機におけるボーナスゲーム
4号機で認められていたボーナスのストックが禁止され、成立したボーナスは即揃えられなければならない規定に変更となった。またボーナス図柄が揃っても払い出しを伴わない（0枚役）。

### 第一種特別役物
第一種特別役物とはいわゆるレギュラーボーナスのことで、4号機までのものと同じく最大12ゲームまたは最大8回の入賞で終了する。そしてビッグボーナスに該当するのが役物連続作動装置と呼ばれるものである。
4号機までの役物連続作動装置が、小役ゲーム・特別役物の回数に制限を設けていたのに対し、5号機では払い出し枚数で制限を設けた。すなわち、第二種特別役物を搭載した機種では最大360枚、それ以外は最大480枚以内の払い出しで終了となる。（理論上の最大差枚数は、それぞれ336枚、448枚となる）また、6号機ではそれぞれ225枚・300枚以内（理論上の最大差枚数は、それぞれ210枚、280枚）に上限が下げられた。
また5号機では、小役ゲーム中は第一種特別役物の作動装置（ジャックイン図柄）以外の小役確率を変動させることができなくなったため、小役ゲームの妙味が薄れてしまった。このため5号機でJACゲームを行うマニュアルJACと呼ばれる機種は、
- 複数のJAC役がある機種（デビルメイクライ3、パチスロ快盗天使ツインエンジェル3など）
- JAC役がリプレイタイム突入契機になっている機種（新・吉宗、パチスロ北斗の拳 世紀末救世主伝説など）

これら一部に限られ、大半の機種ではビッグボーナス中は払い出し枚数の上限に達するまで無条件にレギュラーボーナスが連続作動する仕様のオートJACとなった。
なお一部の機種では、払い出し枚数の少ないボーナスを「レギュラーボーナス」と称しているものがあるが、払い出し枚数で制限をつけているものは全てビッグボーナスにあたる。

### 第二種特別役物
第二種特別役物は、特定の一リールを任意の位置で停止させることができるボーナスである。4号機で認められていたチャレンジタイムに近いが、チャレンジタイムではリールが即時停止していたものが、第二種特別役物では0.075秒（リール1コマ分）までの余裕が認められた。
第一種特別役物と違って1ゲームで終了するので、実際の運用では払い出しが一定枚数以上（最大268枚以内）になるまで第二種特別役物が連続する役物連続作動装置を併用している。（『ランブルローズ』（KPE）・『ルパン三世 世界解剖』（オリンピア）の2機種だけが、小役ゲームのある役物連続作動装置を採用している）
なお、第二種特別役物のゲーム中でも第一種特別役物・普通役物の抽選が可能である。ただし連続作動装置の作動中に別の連続作動装置は作動できないため、この場合に抽選できるのはレギュラーボーナスとシングルボーナスのみで、これらが当選すると第二種特別役物の連続作動装置は終了する。

### 普通役物
普通役物とは、いわゆるシングルボーナスのことである。詳しくはリンク先参照。

### リプレイ
4号機では、ほとんどの機種でリプレイ図柄がジャックイン図柄及びレギュラーボーナス中の入賞図柄となっていたが、5号機ではリプレイ図柄が揃った場合は通常ゲーム同様リプレイとしなければならない。（よってジャックイン図柄等は別に用意する必要がある）
またボーナスゲーム中にリプレイの抽選を行う機種がある。この場合、内部でリプレイが成立した場合は、原則としてリプレイ図柄が揃う。

## 4号機までのボーナスゲーム

### 0号機
「大当たり役」のことで12回のJACゲームが出来、店が設定した打ち止め枚数まで次回のボーナスゲームが高率で当たる。

### 1号機、1.5号機
「ビッグチャンス（ビッグボーナス）」と「レギュラーボーナス」のことをいう。ビッグボーナスは純増方式だった（獲得枚数が決められている）。

### 2号機
1号機、1.5号機のそれに加えて「シングルボーナス」がある。これに「フルーツゲーム」を加えることがあり、これらが連続して出現する「集中役」を売り物にした機種が出て大ヒットした（ニイガタ電子「アラジン (パチスロ)」など）。これらの機種は"A-Cタイプ"と呼ばれる。アニマル（アークテクニコ）やリバティーベル（ユニバーサル販売（アルゼの前身））シリーズ等、ボーナスゲームの連荘を売り物にした機種が流行る。

### 3号機
フルーツゲームが禁止となる。ただし、シングルボーナスの集中役を搭載したA-Cタイプは存続。

### 4号機、4.5号機、4.7号機
ビッグボーナスが期待値方式（ゲーム数もしくはJACゲーム数が固定）となる。ボーナスがストックされるストック機の誕生。
- Aタイプの場合:小役ゲーム最大30ゲーム＋JACゲーム最大3ゲーム。
- Bタイプの場合:小役ゲーム最大30ゲーム＋JACゲーム最大2ゲーム。
- Cタイプの場合:ビッグボーナスという概念が存在しない。一般的にはボーナス状態に入るとレギュラーボーナスが連続で揃うようになったり、シングルボーナスが連続で入賞するようになる。

## ビッグボーナスの種類
4号機では同じビッグボーナスでも払い出し枚数の差により差別化が図られている機種が存在する。4号機の場合ボーナスフラグは共通で放出されるボーナスの種類が振り分けられる形だが、5号機の場合はフラグそのものが別の物になっている。
ナビの有無・差別化
例えば山佐のメフィストや燃えよ!功夫淑女などは、同じボーナス絵柄を揃えてもビッグボーナス中の小役ゲーム時に押し順ナビが表示されるハイパービッグと、ナビが表示されず自力で押し順を当てなければならないチャレンジビッグが存在する。また、平和の雷蔵伝ではスーパービッグとノーマルビッグがあり、どちらも押し順ナビが表示されるが揃う小役が異なり、獲得枚数に差が出る仕組みになっている。
確率の差別化
例えばエレコのデルソル2ではチャレンジビッグ（ほぼチャレンジタイム突入）とノーマルビッグ（チャレンジタイムに突入した場合は目押しミス）でビッグボーナス中の小役確率に差が付いており、さらにチャレンジビッグではほとんどがチャレンジタイムに突入するため、獲得枚数に大きな差が出るようになっている。この機種では前述の山佐の機種とは違い、チャレンジビッグがより期待枚数の多い「当たり」のビッグボーナスとなっている。
規定枚数の差別化
5号機ではボーナス絵柄を複数持たせ、揃える絵柄により払い出し枚数に差をつけるケースが出てくる。例えばサクラ大戦S2では、赤の7を揃えると作動し465枚を超える払い出しで終了するスーパービッグと、青の7を揃えると作動し350枚を超える払い出しで終了するノーマルビッグがある。

## ボーナス図柄

### 図柄について
パチスロの図柄は、遊技機の認定及び型式の検定等に関する規則（昭和60年2月12日国家公安委員会規則第4号）別表第5により、
- 回胴回転装置の作動中においても、おおむね識別することができるものであること
- 鮮明であり、かつ、遊技者に識別しやすいものであること
- 大きさは、縦25mm以上、横35mm以上であること

と規定されているが、現行の機種ではボーナス図柄のみ透過リールを用いたりボーナス図柄を小役図柄よりも大きくしたりして、視認性を向上させ目押しを容易にしている場合が殆どである。
ボーナス図柄として、一般的にはスロットマシンからの踏襲で「7図柄」や「BAR図柄」を採用する機種が多いが、獣王の「ゾウ図柄」などのようにその機種のキャラクターやモチーフなどをボーナス図柄として採用している機種もある。
7図柄の色については一般的には赤であることが多いが、青や白といった他の色を用いる場合もあり、キングパルサーの「赤7揃い」と「白7揃い」などのように揃える色によってボーナスゲーム中の演出やBGM等が変化する機種もある。
BAR図柄については黒地に「BAR」と表記してあるだけの機種が多いが、秘宝伝の「PYRAMID図柄」などのようにその機種のモチーフやタイトルを表記してある機種もある。

### 揃い方について
ボーナス図柄の揃い方は、
- 7-7-7（いわゆる7揃い）　…　ビッグボーナス（以下BIG）
- BAR-BAR-BAR（いわゆるBAR揃い）　…　レギュラーボーナス（以下REG）

となっている機種が多いためか、REGのことを単に「BAR」や「バー」と呼称する事も多いが、ジャグラーなどのようにBAR揃いでもBIGとなる機種もあるため注意を要する。
BAR揃いをREGとせず、7-7-BARやBAR-BAR-7をREGとする目的は、BIGとREGを同時にフォローできるようにするためであることが多く、例えばアイムジャグラーEXは7-7-BARがREGであり同機種の右リールは7図柄とBAR図柄が上下に連続しているため、左リールと中リールに7図柄を止めさえすれば右リールで同時に7図柄とBAR図柄を狙えるようになっている。
その他にも、7揃いではあるが異なる色の7揃いはREGであるとか（新世紀エヴァンゲリオンシリーズなど）、左リールの7と中リールの7が同色ならばBIGだが異色ならばREGであるとか、同色の7揃いがスーパーBIGで異色の7揃いがノーマルBIGなどといったパターンも存在するため、各機種ごとにパネルや小冊子に記載されている配当表を確認する必要がある。

## 名称について
一般的にパチスロにおいて一番メダルを獲得できる状態が「ビッグ」と呼ばれる状態だが、メーカーや機種により呼称が「ビッグボーナス」「ビッグチャンス」と異なってくる。
5号機においては内部的にビッグボーナスでも獲得枚数の少ないものを「レギュラーボーナス」と呼ぶ機種があったり、CTを「ビッグボーナス」や「レギュラーボーナス」と呼ぶ機種があるなど呼称が多様化している。

## 疑似ボーナス
5号機においてART機が全盛になった2010年代から、ボーナスゲームのように見せるARTが多く見られるようになった。このようなARTを「疑似ボーナス」と呼ぶ。
6号機で主流のATによるコイン増加の仕組みも同様にボーナスと呼ばれる。
配当表上の表示で、「○○枚以上の払い出しで終了」のような表示がないものは疑似ボーナスである可能性が高い。

## ゼロボーナス、ペナルティボーナス
5号機末期から6号機時代においては、法規制等の都合により実質純増が0枚～マイナスであるボーナスを搭載した機種が多数登場した。
これらの増えない・減るボーナスをゼロボーナス、ペナルティボーナス（ゼロボ・ペナボ）などと呼称する。
ほぼプラマイゼロ～微減のまま１種BB終了まで進行するため、基本的に作動させる意味は皆無である。
殆どの機種では通常時に押し順小役を多数成立させゼロボ入賞は起きないが、意図的に入賞が可能だったり、特別な演出がある機種も一部存在する。
また、Aタイプ機種等の増える純粋なボーナスを「リアルボーナス」と呼び、上記の疑似ボ・ペナボと明確に区別する傾向も6号機時代には見られる。